# Jean-Marc Ayrault
Pour l’article homonyme, voir Ayrault.
Jean-Marc Ayrault, né le 25 janvier 1950 à Maulévrier (Maine-et-Loire), est un homme d'État français. Il est Premier ministre du 15 mai 2012 au 31 mars 2014.
Conseiller général de la Loire-Atlantique et maire de Saint-Herblain de 1977 à 1989, il est maire de Nantes de 1989 à 2012, député de 1986 à 2012 et président du groupe socialiste à l'Assemblée nationale de 1997 à sa nomination comme Premier ministre, à la tête du premier gouvernement de la présidence de François Hollande, le 15 mai 2012. Il forme un second gouvernement le 18 juin suivant, après que la gauche a remporté les élections législatives.
Il démissionne de ses fonctions de Premier ministre en 2014, au lendemain de la défaite de la gauche aux élections municipales. Remplacé par Manuel Valls, il retrouve son mandat de député puis fait son retour au gouvernement en février 2016 en devenant ministre des Affaires étrangères et du Développement international.
Lors des élections législatives de 2017, il ne brigue pas un nouveau mandat de député. En 2018, le président Emmanuel Macron le nomme à la tête de la Fondation pour la mémoire de l'esclavage.

## Situation personnelle

### Origines familiales

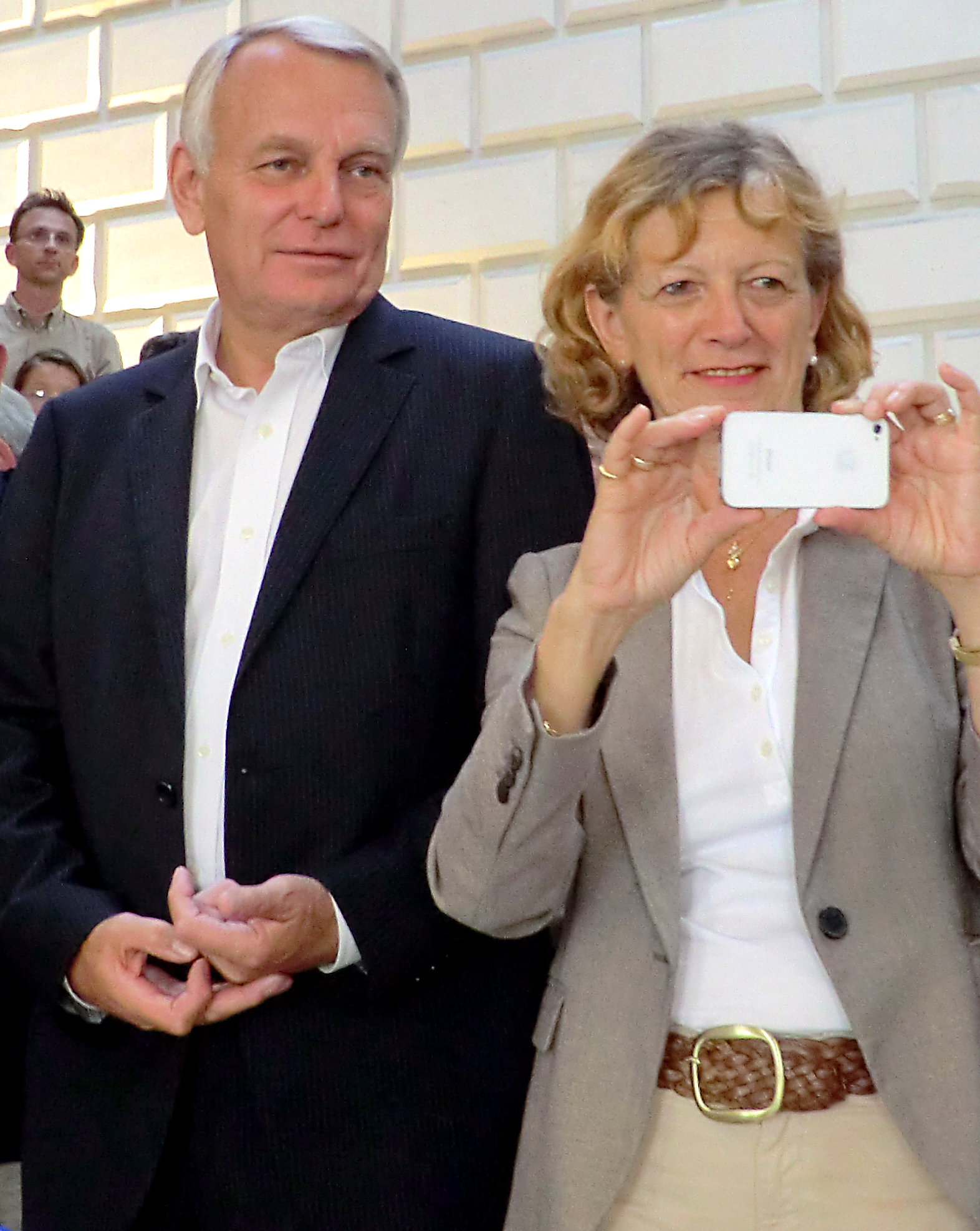
Jean-Marc Ayrault avec sa femme Brigitte Terrien, au musée d'Arts de Nantes, en septembre 2011.

Jean-Marc Ayrault est l'aîné des cinq enfants de Joseph Eugène Maurice Ayrault,, ouvrier agricole, puis dans une usine de textile, avant de devenir cadre dans cette même usine et de Georgette Ghislaine Albertine Uzenot,, couturière puis femme au foyer.

### Études et profession
Il est élève de l'école primaire catholique Saint-Joseph de Maulévrier puis, à partir de 1961, du lycée public Colbert de Cholet où il obtient le baccalauréat (série A) en 1968. Il fait ensuite des études supérieures d'allemand à l'université de Nantes. En 1969-1970, il étudie une partie de l'année (un semestre) en Allemagne, à l'université de Wurtzbourg. Il est licencié en lettres en 1971, puis passe le CAPES d'allemand en 1972. Il fait son année de stage à Nantes (collège Talence, lycée Jules-Verne et lycée Georges-Clemenceau), puis est nommé professeur au collège Gutenberg à Saint-Herblain en 1973.
Jean-Marc Ayrault est exempté du service national en 1976. Devenu maire de Saint-Herblain en 1977, il n'occupe plus pendant quelques années qu'un poste de professeur à mi-temps.

### Mariage
En septembre 1971, il épouse Brigitte Terrien. Née d'une famille catholique d'agriculteurs le 10 juin 1950 à Maulévrier, elle milite pendant sa jeunesse au Mouvement rural de jeunesse chrétienne. Diplômée en lettres modernes, elle devient professeure de français dans un collège de la région nantaise à partir de 1974. Elle est élue conseillère générale dans le canton de Saint-Herblain-Ouest-Indre entre 1982 et 2001, puis en 2002 déléguée régionale aux droits des enfants des Pays de la Loire. Elle quitte cette fonction en 2004 avant de créer en 2005 la Maison des adolescents de Nantes.
Jean-Marc et Brigitte Ayrault ont deux filles, Ysabelle, née en 1974, et Élise, née en 1977, journaliste à Canal+, ainsi que trois petits-enfants.

## Parcours politique

### Débuts militants
Durant son adolescence, Jean-Marc Ayrault devient membre du Mouvement rural de jeunesse chrétienne (MRJC), d'abord à Cholet puis à l'université de Nantes. Cette organisation a joué un rôle essentiel dans sa formation politique dans la mesure où, entre 1966 et 1968, elle est marquée par une vision libératrice de la religion et elle aurait adopté certains éléments du marxisme comme outil d'analyse de la société.
Durant ses études, Jean-Marc Ayrault veut s'investir dans l'action politique et s'intéresse au Parti socialiste. Il quitte le MRJC fin 1970. En 1971, il emménage avec sa famille à Saint-Herblain, dans le Sillon de Bretagne, immeuble qu'ils habitent jusqu'à ce qu'il soit élu maire de Nantes, en 1989.
Il rencontre à Nantes au début de 1971 son premier mentor politique, Bernard Hazo, membre de la Convention des institutions républicaines de François Mitterrand. C'est dans ce cadre qu'il participe à la préparation du congrès d'Épinay, en apportant sa voix à la motion Poperen. Après le congrès, la tendance Poperen se retrouve dans la minorité, Pierre Mauroy s'étant rallié à François Mitterrand.
Après un passage à la Jeunesse socialiste, Jean-Marc Ayrault entre en janvier 1972 dans la section de Saint-Herblain du PS, dont il devient vite secrétaire adjoint, puis secrétaire en 1974, alors que celle-ci passe d'une vingtaine à une centaine de membres de 1972 à 1977.

### Maire de Saint-Herblain
Lors des élections cantonales de 1976, Jean-Marc Ayrault est élu conseiller général dans le canton de Saint-Herblain. Il siège au conseil général de la Loire-Atlantique jusqu'en 1982.
En 1977, il affronte directement Michel Chauty pour la mairie de Saint-Herblain et devient (avec 56 % des voix), à 27 ans, le plus jeune maire de France d'une commune de plus de 30 000 habitants. Il a pour premier adjoint Charles Gautier, qui sera son successeur.
En 1978, il est désigné comme candidat par les militants pour les élections législatives, devant Alain Chénard, mais celui-ci est imposé par François Mitterrand pour des raisons d'équilibre entre les ex-SFIO (les « mauroyistes ») et les nouveaux socialistes. Jean-Marc Ayrault refuse d'être son suppléant (il le sera en revanche de 1981 à 1986).
En 1979, il entre au comité directeur du Parti socialiste lors du congrès de Metz, au cours duquel il est membre de la commission des résolutions. Peu après, le courant Centre d'études, de recherches et d'éducation socialiste (CERES) prend la direction de la fédération de la Loire-Atlantique, avec Jean Natiez comme secrétaire. En 1981, au congrès de Valence, il entre au bureau exécutif national. Jean Natiez quittant le secrétariat fédéral de la Loire-Atlantique, Jean-Marc Ayrault laisse cette fonction à Charles Gautier, son premier adjoint à Saint-Herblain.
Pendant ses deux mandats, on peut signaler les travaux de réhabilitation du Sillon de Bretagne ainsi que des interventions municipales à propos d'entreprises, la construction de la salle de spectacles Onyx.
De 1977 à 1982, il intervient assez souvent, en particulier à propos d'un projet de centrale électro-nucléaire au Pellerin qui concerne assez directement son canton mais à cette époque le conseil général de la Loire-Atlantique a une majorité de droite.

### Maire de Nantes
En 1989, le maire de Nantes, Michel Chauty, ne se représente pas. Jean-Marc Ayrault, convaincu par le président de la République François Mitterrand, décide de se présenter à la mairie et officialise sa candidature en décembre 1988. La campagne électorale est marquée par les visites de François Mitterrand à Saint-Herblain en février 1989 à l'occasion d'une inauguration et celles du Premier ministre Michel Rocard et de Jacques Chirac à Nantes. Le 12 mars 1989, la liste Ayrault l'emporte dès le premier tour, avec 50,19 % des voix, face à la liste de Daniel Augereau qui recueille 40 % des voix. Jean-Marc Ayrault est successivement réélu maire en 1995, 2001 et 2008.
Son arrivée à la tête de la mairie coïncide juste après ou avec les mises en service et applications des projets de ses prédécesseurs ou dépassant le cadre nantais : réintroduction du tramway, due à Alain Chénard, édification de la cité des Congrès, de la technopole Atlanpole, décidées par Michel Chauty, arrivée du TGV en 1989, achèvement du périphérique, etc. Sous son mandat, la vie culturelle à Nantes trouve ses symboles en Royal de luxe, Le Lieu unique, La Folle Journée et le Festival des trois continents.
Un autre aspect de son action est l'urbanisme, notamment les réaménagements du centre-ville : cours Saint-Pierre et Saint-André, place Saint-Pierre, cours des 50-Otages, place Royale et les développements du système de transport public (nouvelles lignes de tramway, ligne de bus en site propre « Busway », système de vélopartage « Bicloo »).
Dans le cadre de son mandat de maire, Jean-Marc Ayrault encourage également un travail sur la mémoire des expéditions négrières des Nantais (Les Anneaux de la Mémoire) au XVIIIe siècle, qui est visitée par 400 000 personnes entre décembre 1992 et mai 1994, dont l'initiateur est l'avocat de centre gauche Yvon Chotard, chargé des relations internationales et du tourisme jusqu'en 2008,, ce qui aboutit à l'inauguration en mars 2012 du Mémorial de l'abolition de l'esclavage, réalisé par l'artiste polonais Krzysztof Wodiczko,.
Concernant l'éventualité d'un redécoupage des régions préconisé par le rapport du comité Balladur, Jean-Marc Ayrault est opposé, tout comme Jacques Auxiette mais contrairement à Jean-Yves Le Drian, à Patrick Mareschal ou à son adjoint Jean-Louis Jossic, à ce que la Loire-Atlantique rejoigne la région Bretagne.
Il développe la structure intercommunale, le Syndicat intercommunal à vocation multiple (SIVOM) de l'agglomération nantaise (SIMAN) de 1982, devenant district en 1992 et communauté urbaine en 2002 sous le nom de Nantes Métropole ; il en prend alors la présidence.
Depuis la relance du projet en 2000, Jean-Marc Ayrault défend la construction d'un nouvel aéroport à Notre-Dame des Landes, surnommé par certains opposants à ce projet l'Ayraultport. Le 26 mars 2011, Jean-Marc Ayrault se fait entarter dans le contexte du conflit autour de la ZAD de Notre-Dame-des-Landes,,. Il dénonce le 17 janvier 2018 l'abandon du projet d'aéroport.
Membre du groupe d'études sur le problème du Tibet de l'Assemblée nationale, Jean-Marc Ayrault reçoit le 18 août 2008 le dalaï-lama à la mairie de Nantes à l'occasion du séjour du chef spirituel tibétain à Nantes. Plusieurs mois auparavant, le 28 mars 2008, le maire de Nantes avait symboliquement pavoisé l'hôtel de ville du drapeau tibétain en signe de solidarité avec le peuple tibétain à la suite des événements tragiques de mars.
En 1997, Jean-Marc Ayrault est condamné à six mois de prison avec sursis et 30 000 francs d'amende pour délit d'octroi d’avantage injustifié, (souvent dit délit de favoritisme), sans mise en concurrence du marché d'impression du journal municipal Nantes Passion, à Daniel Nedzela, homme d'affaires proche du PS, au travers de l'association Omnic, subventionnée par la commune à hauteur de six millions de francs par an de fin 1989 au 1er janvier 1994. Il ne fait pas appel,. Cette condamnation refait surface dans la presse en 2012, lorsque Jean-Marc Ayrault est pressenti pour occuper le poste de Premier ministre. Du fait de l'ancienneté de la condamnation, Jean-Marc Ayrault bénéficie d'une réhabilitation automatique en 2008 et son casier judiciaire redevient vierge.

### Président du groupe socialiste à l'Assemblée nationale

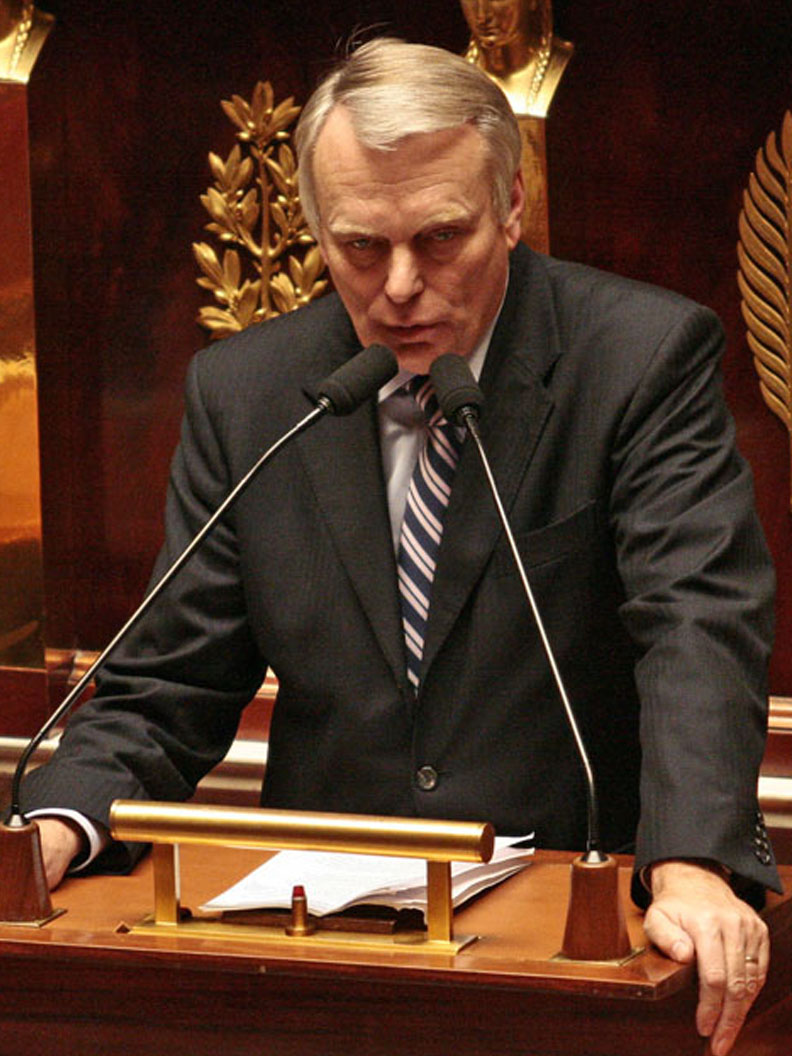
Jean-Marc Ayrault à la tribune de l'Assemblée nationale, en décembre 2007.

Élu député dans la Loire-Atlantique lors des élections législatives de 1986, Jean-Marc Ayrault est ensuite constamment réélu dans la 3e circonscription de ce département à partir de 1988.
Il devient président du groupe socialiste à l'Assemblée nationale en 1997. À cette fonction, il connaît un revers en 1998 à propos du projet de loi sur le Pacte civil de solidarité (PACS), présenté par le gouvernement mais qui échoue en première lecture parce que les députés socialistes ne sont pas assez nombreux ce jour-là. Le PACS est finalement voté plus tard.
Le 16 avril 2002, informé par Gérard Le Gall que Lionel Jospin risque d'être dépassé et éliminé par Jean-Marie Le Pen dès le premier tour de l'élection présidentielle, il refuse de faire appel au vote utile et clôt la discussion en concluant « c'est une thèse de perdant ».
Il soutient Ségolène Royal dans le cadre de la primaire socialiste pour l'élection présidentielle de 2007.
Lors des élections législatives des 10 et 17 juin 2007, il est réélu député pour un sixième mandat consécutif avec 66,15 % des voix, après avoir frôlé la réélection dès le premier tour, où il avait obtenu 49,76 % des suffrages. Le 25 juin 2007, il est reconduit pour la troisième fois comme président du groupe parlementaire, devenu le Groupe socialiste, radical, citoyen et apparentés (SRC). Au premier tour, il obtient 78 voix sur 179 suffrages exprimés. Après le retrait de l'ensemble de ses concurrents (Philippe Martin 38 voix, Jean Glavany 33 voix et Arnaud Montebourg 30 voix), il est élu au second tour avec 117 voix.
Proche de François Hollande, il soutient ce dernier dans le cadre de la primaire socialiste de 2011 et participe activement à sa campagne présidentielle.

### Premier ministre

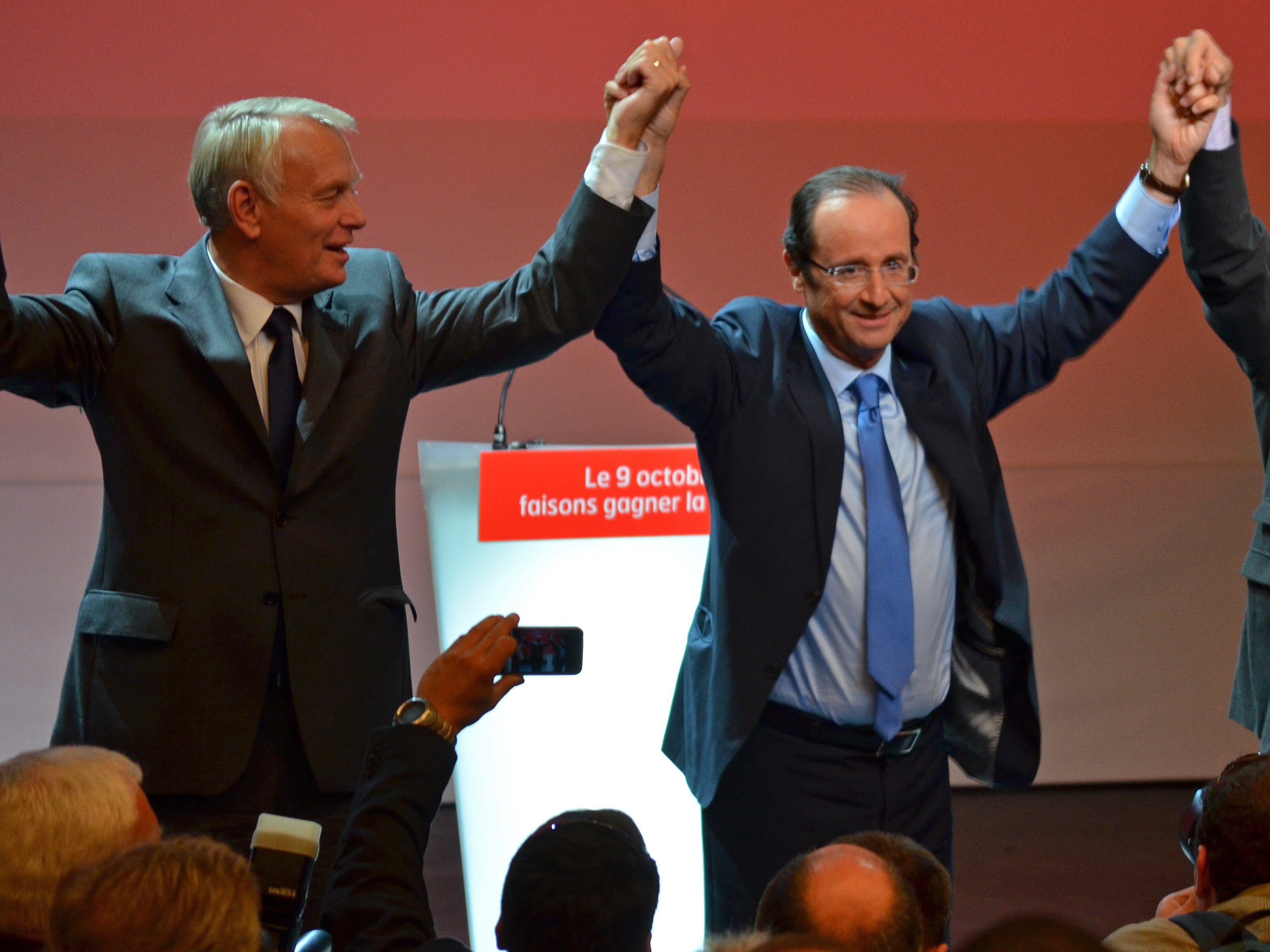
Jean-Marc Ayrault et François Hollande lors d'un meeting à Nantes, en septembre 2011.

Considéré pendant la campagne présidentielle comme un des favoris pour le poste de Premier ministre, Jean-Marc Ayrault est nommé à cette fonction par le nouveau président de la République François Hollande le 15 mai 2012. Il soumet la composition de son gouvernement au chef de l'État, le 16 mai, jour de la passation de pouvoir avec son prédécesseur. Ce gouvernement est le 35e gouvernement de la Ve République française. Il renonce alors à son mandat de maire de Nantes, tout en restant conseiller municipal.
Le gouvernement, présenté par Pierre-René Lemas le 16 mai, se compose de dix-huit ministres et seize ministres délégués, à parité d'hommes et de femmes, pour une moyenne d'âge de plus de 52 ans. La benjamine, Najat Vallaud-Belkacem, en est également la porte-parole. Il inclut deux membres du Parti radical de gauche (PRG) et deux d'Europe Écologie Les Verts (EÉLV), dont la secrétaire nationale, Cécile Duflot. La première secrétaire du Parti socialiste, Martine Aubry, a fait le choix de ne pas y participer, n'ayant pas été nommée à Matignon. Alors qu'il est invité au journal de France 2, il annonce qu'il va baisser le salaire des ministres et que les ministres battus aux élections législatives ne resteront pas au gouvernement.
Le 17 mai 2012, se tient le premier Conseil des ministres. Au cours de cette réunion est adoptée la baisse de 30 % de la rémunération des ministres, qui passe ainsi de 14 200 euros à 9 940 et la « charte de déontologie », visant à prévenir les conflits d'intérêts et par laquelle chaque membre du gouvernement s'engage, par exemple, à prendre le train pour les voyages de moins de trois heures ou remettre, au service des Domaines, les cadeaux d'une valeur supérieure à 150 euros.
Ce même jour, il indique avoir choisi son premier adjoint, Patrick Rimbert, pour lui succéder à la mairie de Nantes, et son premier vice-président, Gilles Retière, maire de Rezé, pour le remplacer à la présidence de Nantes Métropole.
Le 18 juin 2012, conformément à la tradition républicaine des lendemains d'élections législatives, il remet la démission de son gouvernement au président de la République, qui le nomme de nouveau Premier ministre.
Le 3 juillet 2012, Jean-Marc Ayrault adresse aux députés à l'Assemblée nationale un discours de politique générale sur le programme qu'il entend mener avec son gouvernement. Il obtient ensuite la confiance de 302 députés. Deux jours plus tard, un sondage pour Le Figaro indique que 68 % des Français estiment que le gouvernement sera contraint de mener une politique de rigueur, un terme que le chef du gouvernement et ses ministres pensent « peu » voire « pas approprié » à la situation.
Le 26 avril 2013, il déclare qu'il ne sera pas candidat à la mairie de Nantes lors des élections municipales de 2014, ni comme tête de liste, ni comme simple conseiller municipal.
Fin novembre 2013, il annonce le lancement de négociations en vue d'une refonte de la fiscalité, afin d'établir des « règles plus justes, plus efficaces et plus lisibles ». François Hollande indique qu'il envisage déjà son remplacement à ce moment-là.
Le 31 mars 2014, à la suite de la défaite de la majorité aux élections municipales, Jean-Marc Ayrault présente sa démission au président de la République qui l'accepte et met fin à ses fonctions le jour même. La passation de pouvoir avec son successeur Manuel Valls intervient le lendemain.

### Retour à la députation
Le 1er mai 2014, un mois après son départ de Matignon, Jean-Marc Ayrault redevient député.
Lors de la réforme de la carte des régions, en juillet 2014, il signe une tribune avec 17 parlementaires pour soutenir le projet gouvernemental visant à la fusion des Pays de la Loire et de la Bretagne au sein d'une région Grand Ouest,.
En 2015, il exprime son inquiétude quant aux conséquences sur l’enseignement de l’allemand de la réforme de l’enseignement au collège entreprise par la ministre de l’Éducation nationale, Najat Vallaud-Belkacem, qui prévoit notamment la suppression des classes bilangues et des sections européennes.
La même année, Jean-Marc Ayrault propose avec Pierre-Alain Muet un amendement au projet de loi de finances 2016, qui prévoit le remplacement d'une partie de la prime d'activité par une baisse de la contribution sociale généralisée (CSG) pour les faibles revenus. Vu comme un premier pas vers la fusion de l'impôt sur le revenu et la CSG, le texte instaure une CSG modulable pour les revenus inférieurs à 1,34 SMIC. L'amendement fiscal Ayrault est adopté par l'Assemblée nationale le 12 novembre 2015 mais il est censuré par le Conseil constitutionnel le 29 décembre 2015.
En décembre 2015, il conteste la nécessité d'inscrire dans la Constitution la possibilité de déchoir de la nationalité française les binationaux condamnés pour terrorisme. En février 2016, peu avant son entrée au gouvernement, il vote pour l’inscription de cette mesure dans la Constitution.

### Ministre des Affaires étrangères

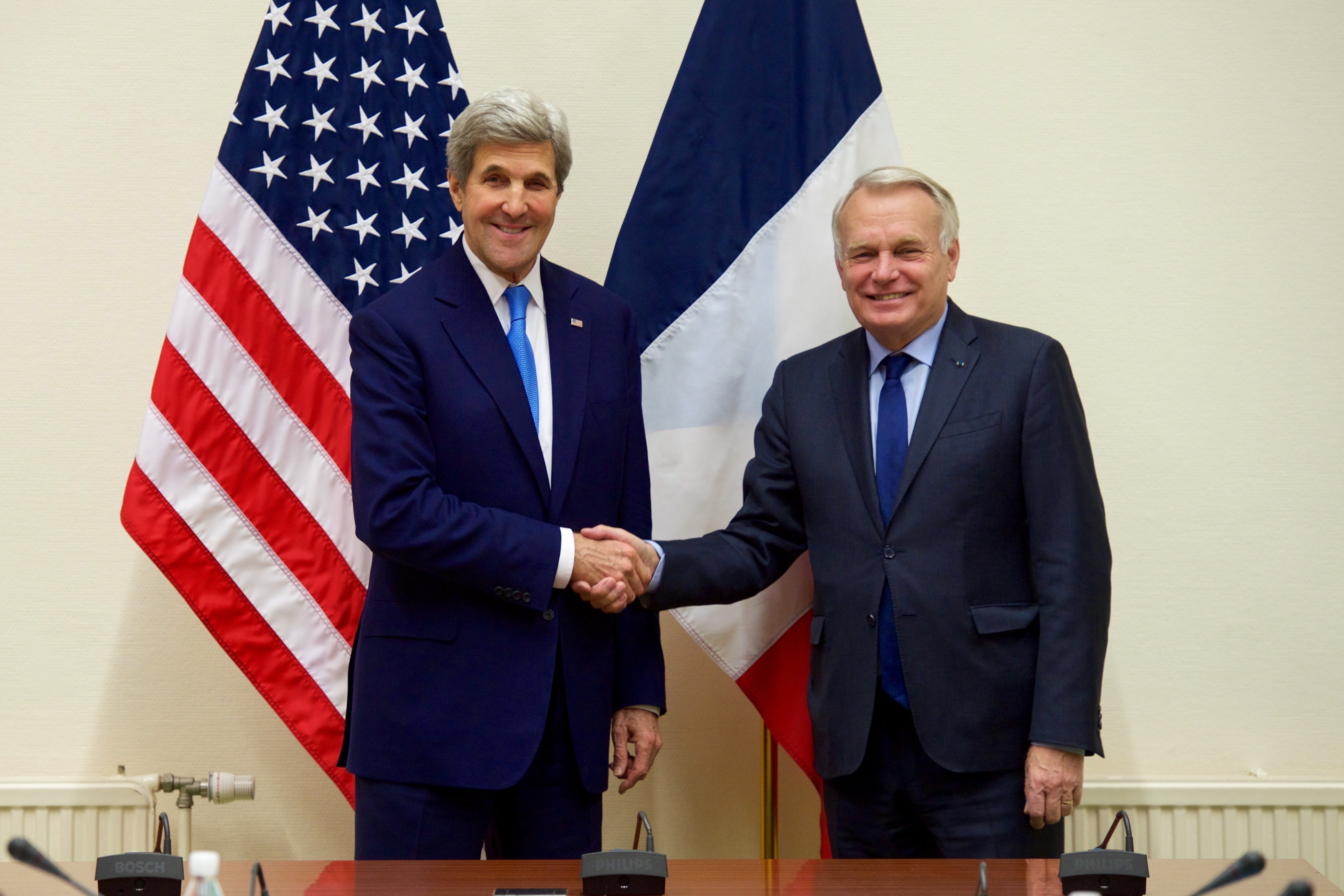
Jean-Marc Ayrault et son homologue américain John Kerry à Bruxelles en 2016.

Le 11 février 2016, Jean-Marc Ayrault fait son retour au gouvernement en étant nommé, par François Hollande, ministre des Affaires étrangères et du Développement international, en remplacement de Laurent Fabius, nommé président du Conseil constitutionnel. Son arrivée se fait contre l'avis de Manuel Valls qui avait largement contribué à son départ de Matignon.
C'est la deuxième fois sous la Cinquième République qu'un ancien Premier ministre est rappelé au gouvernement sous la même présidence. Le premier est Michel Debré qui a été Premier ministre de 1959 à 1962 puis a intégré le troisième gouvernement de Georges Pompidou en 1966 sous la même présidence du général de Gaulle. La troisième est Elisabeth Borne qui a été Premier ministre de 16 mai 2022 au 9 juillet 2024 puis a intégré le gouvernement de François Bayrou le 23 décembre 2024 sous la même présidence d'Emmanuel Macron.
Sa nomination est saluée en Allemagne. Proche de son homologue Frank-Walter Steinmeier, il salue, quelques jours après sa prise de fonctions, « le courage de l'Allemagne qui force le respect » dans la crise migratoire européenne, alors que Manuel Valls critique de son côté la politique d'asile allemande. Concernant le conflit israélo-palestinien, il revient sur l'engagement de Laurent Fabius de reconnaître l'État de Palestine en cas d'échec de la conférence proposée par la France pour relancer le dialogue.

### Retrait de la vie politique
Le 10 mai 2016, le président François Hollande annonce la création d'une « Fondation pour la mémoire des traites, de l’esclavage et de leurs abolitions », qui n'est finalement pas créée dans le courant de l'année comme il l'avait annoncé. Un an plus tard, François Hollande réitère le vœu que cette fondation soit mise en place par son successeur, et confie à Jean-Marc Ayrault la présidence d'une mission chargée de cette création. En avril 2018, le président Emmanuel Macron annonce la création officielle de la fondation pour le courant de l'année et confirme Jean-Marc Ayrault à la tête de celle-ci. La fondation s'installe à l'hôtel de la Marine à Paris lors de l'inauguration de celui-ci par le Président Macron, le 10 juin 2021, après quatre ans de restauration.
Le 21 février 2017, Ouest-France annonce qu'à l'issue de l'élection présidentielle de 2017, il ne sera plus candidat à aucun mandat électif, émettant le souhait de poursuivre son engagement politique au sein de la société civile,.
Le 23 avril 2017, il appelle à voter en faveur d'Emmanuel Macron, au second tour de l'élection présidentielle de 2017.
Le 15 novembre 2022, il est élu président de la Fondation Jean-Jaurès.

## Détail des mandats et fonctions
En 2009, selon un classement publié par le quotidien Le Monde, il est le deuxième homme politique français par le cumul des mandats (sa présidence du groupe des députés PS n'étant pas prise en compte dans le classement). Il a déclaré « assumer pleinement » tout en précisant que « la limitation du cumul va dans le sens de l'histoire »,.

### Au gouvernement
- 15 mai 2012 – 31 mars 2014 : Premier ministre.
- 11 février 2016 – 10 mai 2017 : ministre des Affaires étrangères et du développement international.

### À l’Assemblée nationale
- 2 avril 1986 – 14 mai 1988 : député, élu dans la Loire-Atlantique.
- 5 juin 1988 – 15 juin 2012 : député, élu dans la 3e circonscription de la Loire-Atlantique.
  - 1997-2007 : président du groupe socialiste à l'Assemblée nationale.
  - 2007-2012 : président du groupe socialiste, radical, citoyen et divers gauche à l'Assemblée nationale.
- 20 juin 2012 – 20 juillet 2012 : député, élu dans la 3e circonscription de la Loire-Atlantique.
- 1er mai 2014 – 11 mars 2016 : député, élu dans la 3e circonscription de la Loire-Atlantique.

### Au niveau local
- 25 mars 1976 – 21 mars 1982 : conseiller général de la Loire-Atlantique, élu dans le canton de Saint-Herblain.
- 14 mars 1977 – 12 mars 1989 : maire de Saint-Herblain.
- 18 mars 1989 – 21 juin 2012 : maire de Nantes.
- 1er janvier 2001 – 21 juin 2012 : président de Nantes Métropole.
- 21 juin 2012 – 4 avril 2014 : conseiller municipal de Nantes.
- 21 juin 2012 – 4 avril 2014 : conseiller communautaire de Nantes Métropole.
- depuis le 18 octobre 2022 : président du conseil d'administration de l’École nationale supérieure d'architecture de Nantes[86].

### Autres fonctions
- 1992 : président de la Fédération nationale des élus socialistes et républicains.
- 1995-1997 : président de l'Association des maires de grandes villes de France.
- Depuis le 10 mai 2017 : président de la Fondation pour la mémoire de l'esclavage[78],[87].
- Depuis le 15 novembre 2022 : président de la Fondation Jean-Jaurès[83].

## Distinctions
- Commandeur de la Légion d'honneur en 2019[88],[89].
- Grand-croix de l'ordre national du Mérite ex officio en 2012, en tant que Premier ministre ayant exercé ses fonctions pendant plus de six mois[N 2].
- Chevalier grand-croix de l'ordre du Mérite de la République italienne‎ en 2012[90].
- Première classe de l'ordre du Soleil levant en 2017 (Japon)[91].
- Prix Carlo-Schmid en 2014 (Allemagne) en faveur du rapprochement entre l'Allemagne et la France[92].